# Товстолобик строкатий
Товстолобик строкатий, або товстолобик південний (Hypophthalmichthys nobilis) — азійський зграйний пелагічний швидкозростаючий вид кісткових риб з родини Xenocyprididae.
Риби цього виду в довжину досягають 60 см і масою до 40 кг, але іноді можуть зустрічатися і більш великі особини, в довжину перевищують 1 метр і масою до 70 кг.
Зустрічається в річках Далекого Сходу, що впадають в Тихий океан. Успішно вирощується в умовах ставкових господарств. Інтродукований до водойм України. На початку 1960-х років товстолобик строкатий разом із молоддю товстолобика білого (Hypophthalmichthys molitrix) і амура білого (Ctenopharyngodon idella) випадково інтродукований у водойми Узбекистану.